# Seznam slovenskih lokostrelcev
Seznam slovenskih lokostrelcev.

## A
- Boris Andrejka
- Matevž Aralica Božič
- Simon Aralica

## B
- Rok Bizjak (1996)
- Dejan Bleiweis
- Petra Bolta (2000)
- Brina Božič (1992)
- Aljaž Brenk (2004)

## C
- Gašper Cehner
- Vojko Colnar (1959)
- Nina Corel (2006)

## Č
- Herman Čater (*1941)
- Urška Čavič (1998)
- Toja Černe Ellison (*1993)

## D
- Urban Dermastia
- Žiga Duler
- Kazimir Drašlar (1941)

## E
- Jožica Emeršič (1957)

## F
- Dejan Fabčič (1978)

## G
- Maruša Gajić (1991)
- Karli Gradišnik (1961)
- Tina Gutman (1974)

## H
- Den Habjan Malavašič (1992)
- Tanja Hodnik (1973)
- Tomaž Hodnik (1969)
- Kristijan Horvat (1978)

## J
- Marko Jamnik
- Ludvik Jerčič (1938)
- Tim Jevšnik (2003)

## K
- Klemen Kelvišar (1975)
- Marjan Kocman (1973)
- Matic Košuta
- Domen Košuta (1978)
- Peter Koprivnikar (1976)
- Dolores Kosec (1968)
- Roman Kostanjevec (1967)
- Žare Krajnc (1961)
- Nejc Kralj (1984)
- Uroš Krička (1973)
- Matevž Krumpestar (1977)

## L
- Živa Lavrinc (1989)
- Janko Leben
- Albin Likar
- Damjan Likar
- Tanja Ljubej (1969)

## M
- Irena Mavrič Pleško (1969)
- Samo Medved (1962)
- Frane Merela
- Staš Modic (1998)

## N
- Andrej Natlačen (1986)
- Stane Natlačen (1956)
- Vanda Natlačen (1964)
- Tomaž Natlačen (1991)
- Renata Nolimal (1971)

## O
- Dora Oblak (1945)
- Franc Oblak - Aco (1941)
- Timotej Obreza Škerjanec (2008)
- Jože Oberstar (1965)

## P
- Mojca Pavačič (1968)
- Simon Pavlin
- Žana Pintarič (ukrivljeni lok)
- Roman Pleško (1969)
- Irena Mavrič Pleško (1969)
- Staša Podgoršek (1964)
- Sergej Podkrajšek
- Ksenja Podržaj (1960)
- Marjan Podržaj (1959)
- Marko Pokeržnik
- Bojan Postružnik (1952-89)
- Izidor Požar
- Edvard Progar

## R
- Gregor Rajh
- Rok Rant
- Žiga Ravnikar (1999) (ukrivljeni lok)
- David Rebec (1973)
- Primož Rink (1967)
- Irena Rosa (1954)
- Miha Rožič (2001)
- Jaka Rusjan (1993)
- Meta Rejec (2001)

## S
- Ernest Sečen (trener)
- Dejan Sitar (1979)
- Vlado Sitar (1953)
- Brina Stajnko

## Š
- Brane Štefančič
- Gašper Štrajhar
- Klemen Štrajhar (1994)

## T
- Slavko Turšič (1973)

## U
- Ana Umer (1990)

## V
- Peter Vukotič

## Z
- Bernarda Zemljak (1965)
- Andrej Zupan (1971)
- Marko Zupanc
- Matej Zupanc (1981)